# Embriogénesis en dicotiledóneas

Esquema de la semilla de una dicotiledónea, mostrando el embrión y el endosperma maduros.

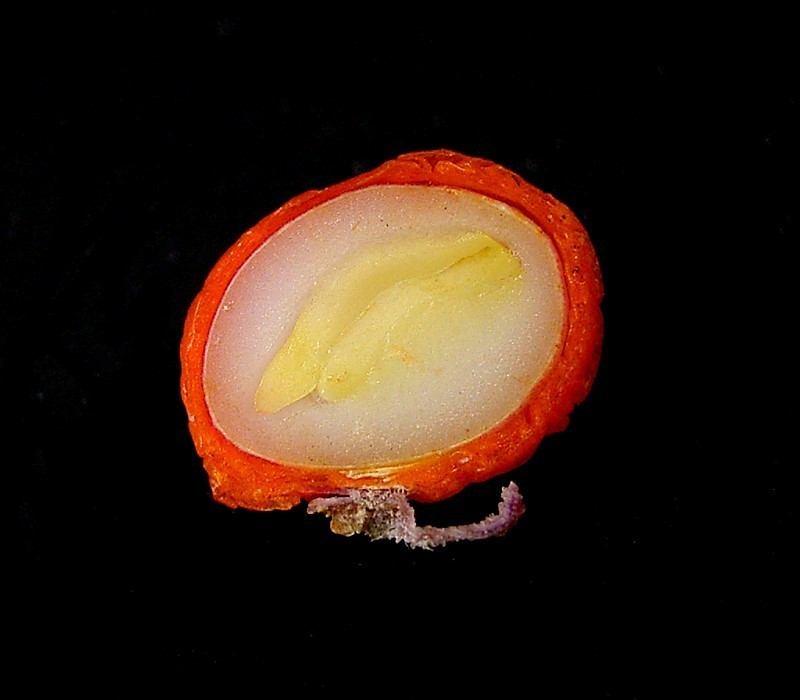
Embrión de Euonymus europaeus mostrando sus dos cotiledones y rodeado del endosperma.

La embriogénesis en dicotiledóneas es el conjunto de procesos fisiológicos que conducen a la transformación de una sola célula, el cigoto, en un individuo multicelular más complejo -el embrión- contenido en la semilla madura de las plantas angiospermas del grupo de las dicotiledóneas. Este conjunto de procesos requiere de una fina regulación de multitud de elementos de desarrollo, que conducen a la elaboración de morfologías básicas (morfogénesis), el establecimiento de estructuras funcionalmente organizadas (organogénesis) y la diferenciación tisular.
La generación de un organismo funcional a partir de una célula, requiere la coordinación espacial y adquisición de numerosas identidades celulares. El estudio de los patrones en la embriología de las plantas, permite comprender la organización celular en el crecimiento de estas y así mismo nos brinda herramientas para su manipulación. Durante la embriogénesis de las plantas se da origen a una estructura denominada semillero que es la unidad inicial que sirve como referencia posicional que modelara las futuras estructuras. El individuo adulto se desarrolla a partir de las pautas que dicta el meristema apical, el cual es visible en embriones que tienen alrededor de 100 células. Por lo tanto el estudio de dichos estadios tempranos permite elucidar los mecanismos que generan diferentes ejes de crecimiento y patrones funcionales pre-estructurados.

## Organismo modelo
Capsella bursa-pastoris es el modelo utilizado para describir la embriogénesis de las dicotiledóneas. Fue una de las primeras especies en las que se estudió el proceso, y pertenece a la familia de las crucíferas, al igual que Arabidopsis thaliana, especie en la cual se han realizado numerosos estudios experimentales acerca de la biología molecular de la embriogénesis.

## Descripción del proceso
El cigoto, célula diploide producida a través de la doble fecundación, se divide transversalmente en dos células: la célula micropilar o célula basal, que se divide transversalmente repetidas veces para formar una estructura del embrión denominada suspensor, y la célula calazal o terminal que se divide verticalmente.
En el suspensor se puede distinguir una célula basal, la más cercana a la micrópila, muy grande, vacuolada, con una extensa red de proyecciones en su pared celular, que participa en la nutrición del embrión, y varias células calazales que pronto degeneran. La célula basal vive un poco más pero finalmente también desaparece. A medida que el suspensor va creciendo, empuja al embrión hacia el tejido nutricio que se está formando.
En las células derivadas de la célula calazal ocurre otra división vertical, en un plano perpendicular al primero. Luego estas cuatro células (llamadas cuadrante) se dividen transversalmente formando ocho células (denominadas octante). Estas se dividen periclinalmente para formar una estructura globular. Las divisiones siguen hasta que el embrión globular consta de 64 células. En este estado se diferencia la protodermis a partir de las células superficiales.
Luego las células del embrión inician un programa de divisiones continuadas y la morfogénesis que conduce a la formación de los meristemas apicales.  Las divisiones laterales localizadas forman dos prominencias que serán los cotiledones. El embrión adopta así la forma de cuerpo cordiforme.
Las divisiones celulares continúan y se alargan los cotiledones y el hipocótilo. El embrión toma forma de torpedo. Las divisiones verticales esbozan el procambium delimitándolo del meristema fundamental. El crecimiento continúa, los cotiledones alcanzan el polo calazal del saco embrionario y el embrión se curva.
El meristema apical, denominado plúmula, queda localizado entre los cotiledones. El procambium forma el centro del eje hipocotilo-raíz y se extiende a los cotiledones.
Una de las células del suspensor, denominada hipófisis, por una serie de divisiones repetidas contribuye a formar la caliptra y el ápice radical, formándose de ese modo la radícula separada de los cotiledones y de la plúmula por el hipocótilo.
Durante el todo este proceso de formación del embrión, el endosperma pasa del estado de núcleos libres al estado celular y la nucela del óvulo es digerida.
Con este evento se inicia el desarrollo de dos estructuras pluricelulares que estarán íntimamente interconectadas el embrión y el endospermo, los cuales son derivados del cigoto y de la célula central que ha sido fertilizada. La mayor parte del embrión maduro es derivado de la célula apical, sin embargo las estructuras de la raíz se originan a partir de la célula elemental. De esta forma se genera el protodermo en el cual se empiezan a diferencias las células dando paso a los ejes principales de formación y a la diferenciación celular regional. Inicialmente todas las células presentan una orientación común con respecto a la división de las células, donde las paredes celulares son alineadas por el eje principal. De manera que estas se organizan en dos niveles principales, aumentando el número de células en cada uno de los niveles. De tal forma el embrión globular permanece estático y es dotado con un eje apical para el soporte. En esta etapa se da un comportamiento diferencial en torno a este eje, a pesar de que la planta no se encuentra polarizada aún. Se da la generación de células C en el centro lo que permite subdividir radialmente los tejidos centrales, vasculares y circundantes; además de células L que generan series de capas concéntricas. En la etapa globular tardía el embrión presenta más de cien células, adquiriendo una forma triangular gracias al crecimiento localizado de dos frentes. En esta etapa es posible discernir entre los tejidos básicos los provasculares, protodermo, cotiledones, hipocotilo y corteza. El desarrollo del suspensor es variable, pero nunca varían las dos células terminales, donde la célula más alta o hipófisis experimenta divisiones sucesivas que darán pasó al meristema primario de la raíz. La célula suspensora más elemental se amplía de forma dramática y entra en contacto con la endosperma lo que facilita el suministro de nutrientes al embrión. Gracias a esta serie de eventos el embrión va adoptando las formas características de corazón o torpedo. Las células en la mayoría de los tejidos completan su diferenciación tras la germinación por lo tanto la complejidad en los patrones de los tejidos se diferenciaran en estadios más tardíos.